# Troye Sivan
Troye Sivan Mellet (/trɔɪ sᵻˈvɑːn/) (Johannesburg, 1995. június 5. –) dél-afrikai születésű ausztrál énekes, dalszövegíró, youtuber és színész.
Színészként szerepelt az X-Men kezdetek: Farkas című filmben és a Spud című filmjáték trilógiájának összes részében mint főszereplő.
YouTuberként 2016. április 2-án átlépte a 4 millió feliratkozót a csatornáján, össznézettsége nagyobb, mint 241 millió.
2014. augusztus 15-én nyilvánosságra hozta első nagy albumát, a TRXYE-t, amely elérte az 5. helyet a Billboard 200 listán. Az első kislemeze, a Happy Little Pill pedig 10. lett az ausztrál listákon. 2015. szeptember 4-én Troye kiadta második EP-lemezét, a Wildot. Debütáló albuma a Blue Neighbourhood, bejelentve 2015. október 14-én, kiadására pedig 2015. december 4-én került sor.
Videója Youtube-on a The Boyfriend Tag – egyik youtuber barátjával, Tyler Oakley-val elnyerték a Teen Choice Awardson a Choice Web Collaboratium kategóriában az első helyet. 2014 októberében a Time magazin Troye Sivant 2014 huszonöt legbefolyásosabb tinédzsere közé sorolta.

## Magánélete
Sivan a Dél-afrikai Köztársaságban született, Johannesburgban. Apja Shaun Mellet ingatlanügynök, anyja Laurelle Mellet háztartásbeli. Két éves korában Ausztráliába költöztek. Sivan jelenleg Perthben él a szüleivel és három testvérével, Steele-lel, Tyde-dal és Sage-dzsel. Apai ágon zsidó származású. 2009-ig távoktatásban a Carmel Schoolban folytatta tanulmányait. Az előadó középső neve a Sivan, így innen lett ez a művészneve is.
Sivan kedvenc előadóművészei között szerepel többek között Amy Winehouse, Taylor Swift és Lorde.
Sivan nyíltan homoszexuális. 2013. augusztus 7-én tett közzé egy videót a YouTubeon, amelyben közölte ezt a rajongóival, három évvel azután, hogy elmondta a szüleinek. A Marfan-szindróma egy enyhe fajtájával született.

## Karrier

### Zene
Sivan zenei karrierje akkor kezdődött amikor először énekelt a 2006-os, 2007-es és 2008-as Channel Seven Perth Telethon-on. A 2006-os előadása magéba foglalt egy duettet az Astralian Idol győztes Guy Sebastiannal. Bejutott a 2007-es Star Search döntőjébe. Az első albuma, a Dare to Dream 2008 februárjában jelent meg. Ő nyitotta a 2010 februárjában megjelent We Are The World 25 for Haiti (You Tube edition) nevű együttműködő, zenei jótékonysági videót, hogy segítsenek pénzt gyűjteni a 2010-es haiti földrengés áldozatainak.
2013. június 5-én elszerződött az EMI Music Australia-hoz, de ezt egy évig titokban tartotta. 2014. augusztus 15-én jelent meg az 5 dalt tartalmazó lemeze, a TRXYE, ami a Happy Little Pill című 2014. július 25-én megjelent dalával kezdődött. A TRXYE az iTunes-on 1. lett 55 országban. A rákövetkező héten pedig 5. a Billboard 200-on. A Happy Little Pill 10. helyet ért el az ARIA Singles Chart-on és arany minősítést kapott az Australian Recording Industry Association-tól (35.000-et adtak el belőle). Sivan megjelentette a második nagy albumát, a Wild-ot, 2015. szeptember 4-én. Az album egy zenei videó trilógia része Blue Neighbourhood címmel, amely a "Wild", a "Fools" és a "Talk Me Down" című dalokat tartalmazza. A Blue Neighbourhood trilógia 2015. december 4-én lett bemutatva. Az új stúdióalbumával, a Blue Neighbourhood-dal és a középlemezével, a Wild-dal volt az első turnéján, 2015 Troye Sivan Live-on. Az új albuma még két turnéval lesz támogatva, a Blue Neighbourhood Tour-ral és a Suburbia Tour-ral.

### Színészet
2007-ben Sivan játszotta Oliver Twist-et egy Oliver! produkcióban, a Regal Theatre-ben. 2008-ban játszott egy nyugat-ausztráliai rövidfilben, a Bertrand the Terrible-ben. 2008 februárjában Sivan játszotta a fiatal James Howlett-et az X-men kezdetek: Farkas című filmben. Sivan telethon-os előadásai a YouTubon felkeltették egy Hollywoodi ügynök figyelmét, aki kapcsolatba lépett vele és megkérte, hogy küldjön neki egy demót. 2009 júliusában megkapta főszerepet a Spud című filmben, ami egy dél-afrikai író, John van de Ruit 2005-ös filmadaptációja. A filmet 2010. december 3-án mutatták be, és később 6 SAFTA-ra jelölték, köztük egy "Legjobb főszereplő Színész egy játékfilmben" jelölés Sivan-nak.
Sivan megjelent Samuel Beckett Godot-ra várva című műve alapján készült nyugat-ausztráliai sorozatban. 2012-14-ben Sivan visszatért a Spud folytatásaiban.

### YouTube

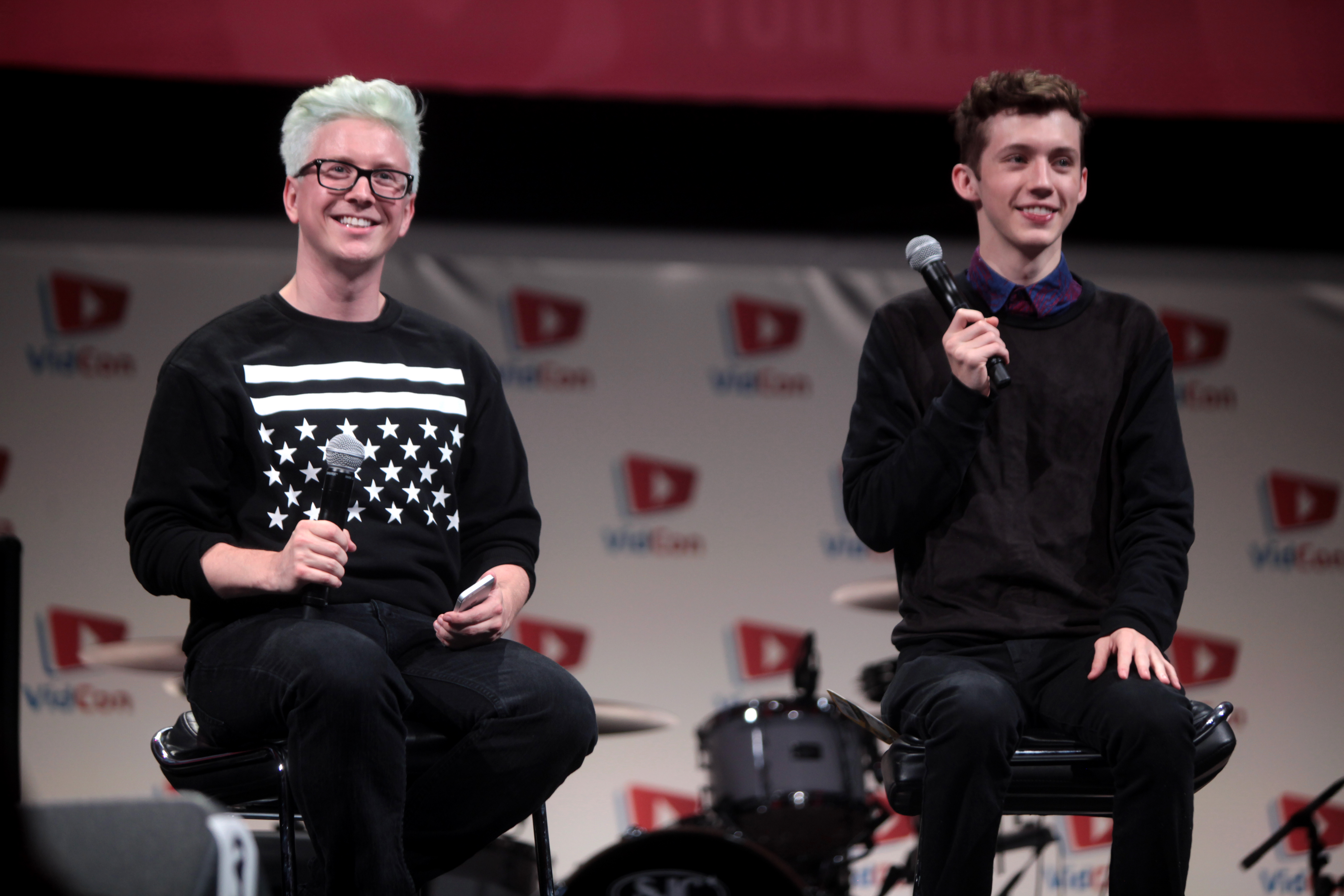
Tyler Oakley és Troye Sivan beszélgetnek a 2014-es VidCon-on

2012 szeptemberében Sivan elkezdett videó blogokat készíteni a YouTube nevű videómegosztón. Sivannak felgyülemlett 27.000 feliratkozója az 5 év alatt mikor is 2007 október 1-jén csatlakozott a YouTubehoz. 2016 áprilisában Sivannak több mint 4 millió feliratkozója és több mint 243 millió össznézettsége volt. Az ő YouTube csatornája a 3. legfeliratkozottabb Ausztráliában, HowToBasic és Planet Dolan után.
Az egyik legjelentősebb munkája a YouTube-on az amit a YouTuber Tyler Oakley-val készített. A videó címe "The 'Boyfriend' Tag", a videóért megkapták a Teen Choice Award-ot "Choice Web Collaboration" kategóriában.

## Filmográfia

### Film
| Év   | Cím                           | Szerep               | Megjegyzés |
| ---- | ----------------------------- | -------------------- | ---------- |
| 2009 | X-men kezdetek: Farkas        | fiatal James Howlett |            |
| 2010 | Bertrand the Terrible         | Ace                  | rövidfilm  |
| 2010 | Spud                          | John "Spud" Milton   |            |
| 2013 | Spud 2: The Madness Continues | John "Spud" Milton   |            |
| 2014 | Spud 3: Learning to Fly       | John "Spud" Milton   |            |
| 2018 | Boy Erased                    | Gary                 |            |

### Televízió
| Év     | Cím                                    | Megjegyzés              |
| ------ | -------------------------------------- | ----------------------- |
| 2006-8 | Perth Telethon                         | megnyitó előadás        |
| 2007   | Star Search                            | döntős                  |
| 2015   | The Tonight Show Starring Jimmy Fallon | zenei vendég            |
| 2016   | The Ellen DeGeneres Show               | zenei vendég            |
| 2016   | The Late Late Show with James Corden   | zenei vendég            |
| 2016   | The Tonight Show Starring Jimmy Fallon | zenei vendég            |
| 2018   | Saturday Night Live                    | zenei vendég            |
| 2018   | The Ellen DeGeneres Show               | zenei vendég és interjú |

### Színház
| Év   | Cím            | Szerep       | Megjegyzés            |
| ---- | -------------- | ------------ | --------------------- |
| 2007 | Oliver!        | Oliver Twist | Regal Theatre         |
| 2010 | Godot-ra várva | fiú          | His Majesty's Theatre |

## Diszkográfia

### Stúdióalbumok
| Cím                | Kiadás adatai                                                   | Toplista pozíció | Toplista pozíció | Toplista pozíció | Toplista pozíció | Toplista pozíció | Toplista pozíció | Toplista pozíció | Toplista pozíció | Toplista pozíció | Toplista pozíció | Minősítések   |
| ------------------ | --------------------------------------------------------------- | ---------------- | ---------------- | ---------------- | ---------------- | ---------------- | ---------------- | ---------------- | ---------------- | ---------------- | ---------------- | ------------- |
| Cím                | Kiadás adatai                                                   | AUS              | CAN              | DEN              | GER              | IRE              | NLD              | NZ               | SWE              | UK               | US               | Minősítések   |
| Blue Neighbourhood | - Kiadás: 2015. december 4 - Formátum: CD, bakelit, digitális   | 6                | 11               | 19               | 73               | 30               | 25               | 9                | 10               | 43               | 7                | - ARIA: arany |
| Bloom              | - Kiadás: 2018. augusztus 31 - Formátum: CD, bakelit, digitális |                  |                  |                  |                  |                  |                  |                  |                  |                  |                  |               |

### Középlemezek
| Cím | Kiadás adatai                                          | Toplista pozíció | Toplista pozíció | Toplista pozíció | Toplista pozíció | Toplista pozíció | Toplista pozíció | Toplista pozíció | Toplista pozíció | Toplista pozíció | Toplista pozíció | Eladások          |
| --- | ------------------------------------------------------ | ---------------- | ---------------- | ---------------- | ---------------- | ---------------- | ---------------- | ---------------- | ---------------- | ---------------- | ---------------- | ----------------- |
| Cím | Kiadás adatai                                          | AUS              | CAN              | DEN              | FRA              | GER              | IRE              | NZ               | SWE              | UK               | US               | Eladások          |
| Dare to Dream                                                                                                  | - Kiadás: 2007 - Formátum: digitális                   | —                | —                | —                | —                | —                | —                | —                | —                | —                | —                | —                 |
| June Haverly                                                                                                   | - Kiadva: 2012. június 22 - Formátum: digitális        | —                | —                | —                | —                | —                | —                | —                | —                | —                | —                | —                 |
| TRXYE | - Kiadva: 2014. augusztus 15 - Formátum: CD, digitális | —                | 2                | —                | 177              | —                | —                | 2                | —                | —                | 5                | - Amerika: 73.000 |
| Wild | - Kiadva: 2015, szeptember 4 - Formátum: CD, digitális | 1                | 6                | 7                | 96               | 37               | 5                | 3                | 11               | 5                | 5                | - Amerika: 60.000 |
| *A " — " jelölés azt jelenti, hogy az album vagy nem ért el helyezést vagy nem volt elérhető abban a régióban. |                                                        |                  |                  |                  |                  |                  |                  |                  |                  |                  |                  |                   |

### Kislemezek
| Dal                                                                                             | Év   |     | Toplista pozíció | Toplista pozíció | Toplista pozíció | Toplista pozíció | Toplista pozíció | Toplista pozíció | Toplista pozíció | Toplista pozíció | Toplista pozíció | Minősítés                                                       | Album              |
| ----------------------------------------------------------------------------------------------- | ---- | --- | ---------------- | ---------------- | ---------------- | ---------------- | ---------------- | ---------------- | ---------------- | ---------------- | ---------------- | --------------------------------------------------------------- | ------------------ |
| Dal                                                                                             | Év   | AUS | CAN              | DEN              | GER              | IRE              | NLD              | NZ               | SWE              | UK               | US               | Minősítés                                                       | Album              |
| "Happy Little Pill"                                                                             | 2014 | 10  | 50               | 11               | 87               | 11               | 85               | 2                | —                | 86               | 89               | - ARIA: arany                                                   | TRXYE              |
| "Wild"                                                                                          | 2015 | 16  | 72               | —                | —                | 62               | —                | 29               | —                | 62               | —                | - ARIA: platina                                                 | Wild               |
| "Youth"                                                                                         | 2015 | 17  | 47               | —                | 22               | 62               | 78               | 23               |                  | 96               | 23               | - ARIA: platina - IFPI SWE: arany - RIAA: arany - RMNZ: platina | Blue Neighbourhood |
| "Youth"                                                                                         | 2015 | 17  | 47               | —                | 22               | 62               | 78               | 23               |                  | 96               | 23               | - ARIA: platina - IFPI SWE: arany - RIAA: arany - RMNZ: platina | Blue Neighbourhood |
| "Talk me Down"                                                                                  | 2016 | 36  | —                | —                | —                | —                | —                | —                | —                | 118              | —                |                                                                 | Blue Neighbourhood |
| *A " — " jelölés azt jelenti, hogy nem ért el helyezést vagy nem volt elérhető abban a régióban |      |     |                  |                  |                  |                  |                  |                  |                  |                  |                  |                                                                 |                    |

### Mint kiemelt művész
| Dal                       | Év   | Toplista helyezés | Album       |
| ------------------------- | ---- | ----------------- | ----------- |
| Dal                       | Év   | AUS               | Album       |
| "Papercut" (előadó: Zedd) | 2015 | 93                | True Colors |

### Promóciós kislemezek
| Dal                      | Év   | Album |
| ------------------------ | ---- | ----- |
| "The Fault in Our Stars" | 2013 | TRXYE |

### Más toplistás dalok
| Dal     | Év   | Toplista pozíció | Album |
| ------- | ---- | ---------------- | ----- |
| Dal     | Év   | AUS              | Album |
| "Fools" | 2015 | 85               | Wild  |

## Turnék
- Troye Sivan Live (2015)
- Blue Neighbourhood Tour (2016)
- Suburbia Tour (2016)

## Díjak és jelölések
| Év   | Jelölve                                | Díj                                     | Kategória                                   | Eredmény  | Forrás |
| ---- | -------------------------------------- | --------------------------------------- | ------------------------------------------- | --------- | ------ |
| 2011 | Ő maga                                 | South African Film and Television Award | Legjobb főszereplő színész egy játékfilmben | jelölve   | [ 24 ] |
| 2014 | Ő maga                                 | Teen Choice Award                       | Choice Web Star (férfi)                     | jelölve   | [ 52 ] |
| 2014 | "The 'Boyfriend' Tag" Tyler Oakley-val | Teen Choice Award                       | Choice Web Collaboration                    | megnyerte | [ 52 ] |
| 2014 | Ő maga                                 | NewNowNext Award                        | Best Social Media Influencer (férfi)        | megnyerte | [ 53 ] |
| 2015 | Ő maga                                 | APRA Award                              | Az év áttörő dalszerzője                    | jelölve   | [ 54 ] |
| 2015 | Ő maga                                 | YouTube Music Award                     |                                             | megnyerte | [ 55 ] |
| 2015 | Ő maga                                 | Nickelodeon Kid's Choice Award          | Favorite Assue/Kiwi Internet Sensation      | megnyerte | [ 56 ] |
| 2015 | Ő maga                                 | MTV Europe Music Award                  |                                             | megnyerte |        |
| 2016 | Ő maga                                 | GLAAD Media Award                       | Kiemelkedő zenei előadó                     | megnyerte |        |
| 2016 | Ő maga                                 | iHeart Radio Music Award                | Biggest Triple Threat                       | jelölve   | [ 57 ] |
| 2016 | Youth (Troye Sivan dal)                | Teen Choice Award                       | Choice Music Single (férfi)                 | jelölve   | [ 58 ] |
| 2016 | Youth                                  | ARIA Music Awards                       | Az év zenéje, Legjobb videóklip             | megnyerte | [ 59 ] |
| 2018 | Bloom (Troye Sivan album)              | ARIA Music Awards                       | Az év albuma                                | jelölve   | [ 59 ] |
| 2018 | Bloom                                  | ARIA Music Awards                       | Best Male Artist, Best Pop Release          | jelölve   |        |
| 2018 | My My My! (Troye Sivan dal)            | ARIA Music Awards                       | Az év zenéje                                | jelölve   |        |